# Петров, Николай Фёдорович
Николай Фёдорович Петров (род. 4 августа 1938, Красноярский район, Куйбышевская область) — советский и российский спортсмен, Мастер спорта СССР по самбо, Заслуженный тренер РСФСР (1972), Заслуженный тренер СССР (1982).

## Биография
Николай Фёдорович Петров родился в селе Тростянка в Красноярском районе Куйбышевской области 4 августа 1938 года в чувашской семье. Детство его прошло в деревне. Потом Николай Фёдорович переехал жить в Куйбышев, после чего поступил в ФЗО и в 1958 году получил квалификацию киномеханика 1-й категории. Работал в различных кинотеатрах города. Однажды, в 1956 году, его товарищ Эдуард Кунц уговорил записаться в спортивную секцию по борьбе самбо.
Вскоре Николай Фёдорович добился больших успехов в спорте: он стал чемпионом Куйбышевской области и мастером спорта СССР (одним из первых в Куйбышеве), выполнив в 1961 году соответствующий норматив. Первыми его тренерами были Николай Макаров и Иван Песоцкий.
С 1961 года стал работать общественным тренером в «Динамо», спортзал которого находился на улице Пионерской. Денег за эту работу не получал, и потому был вынужден работать киномехаником и разнорабочим. В том же году поступил учиться в Высшую школу тренеров, которую окончил с красным дипломом. В апреле 1964 года Николай Фёдорович был назначен штатным тренером Куйбышевского Областного Совета «Динамо». 

### Тренерская работа
В первую волну его учеников входили: Юрий Афонин, Валерий Горшенин, Владимир Петров, Валерий Полищук, Вячеслав Архипов, Давид Рудман, Алексей Шор, Олег Карпусь, Вячеслав Романюк-Гулевский. Также тренировал Тагира Хайбулаева, Хабиля Бикташева.

## Награды
- Орден Дружбы (2013)[2]
- Орден Почёта (12 октября 2022) — за вклад в развитие физической культуры и популяризацию отечественного спорта[4]